# Thomas Karlsson (botaniker)
Olof Thomas Karlsson, född 4 december 1945 i Lund, död 26 april 2020 i Oskarshamn, var en svensk botaniker.
Efter studentexamen vid Katedralskolan i Lund 1964 studerade han biologiska ämnen vid Lunds universitet och disputerade 1982 i botanik på en avhandling om släktet Euphrasia (ögontröst).
Han var sedan verksam vid botaniska institutionen i Lund fram till 1995, då han tillträdde en tjänst som intendent vid de nordiska kärlväxtsamlingarna vid Naturhistoriska Riksmuseet (NRM) i Stockholm, vilken han innehade till sin pension. Han var redaktör för Svensk Botanisk Tidskrift (SBT) 1976-1995. Han var även redaktör för tidskrifterna Botaniska Notiser och Opera Botanica, som senare sammanslogs med SBT. Under tiden vid NRM engagerades han i det vetenskapliga projektet Flora Nordica som författare och redaktör.
Thomas Karlsson är mest känd som nyckelperson i de stora landskapsinventeringar som gjordes med början på 1970-talet på ideell bas och resulterade i att det nu finns landskapsfloror för nästan alla landskap. Genom inventeringarna samt genom redaktörskapet för SBT fick han avgörande betydelse för den svenska amatörbotanikens utveckling. Han tog även initiativ till de årliga botanikdagarna som arrangeras av Svenska Botaniska Föreningen. Själv arbetade han huvudsakligen med Smålands flora, men bidrog också till många andra floraprojekt som rådgivare, expert och organisatör. Han var alltid själv aktiv som inventerare.
Som redaktör moderniserade han Svensk Botanisk Tidskrift betydligt från 1976, och den blev ett viktigt organ inom både amatörbotanik och forskning. Han publicerade många floristiska fynd från landskapsinventeringarna samt nycklar och bestämningstips. Han utarbetade svenska namn för samtliga svenska kärlväxter, vilka fick genomslag i den Den nya nordiska floran. Efter pensionen fortsatte han sitt arbete i herbariet på NRM. Trots vacklande hälsa var han fullt aktiv ända fram till sitt frånfälle.